# Кривозер'є (Лямбірський район)
Кривозе́р'є (рос. Кривозерье, ерз. Кривозерье) — село у складі Лямбірського району Мордовії, Росія. Адміністративний центр Кривозер'євського сільського поселення.

## Населення
Населення — 955 осіб (2010; 863 у 2002).
Національний склад (станом на 2002 рік):
- татари — 97 %